# Гюрджю Мехмед-паша
Гюрджю́ Мехме́д-паша́ (тур. Gürcü Mehmed Paşa; ок. 1565/1575 — 1665, Буда) — османский государственный деятель, великий визирь (1651–1652) в правление султана Мехмеда IV.

## Биография
Гюрджю Мехмед-паша был по происхождению грузином и слугой великого визиря Коджа Синан-паши. Получил образование в дворцовой школе Эндерун, по окончании которой служил во дворце Топкапы на различных должностях, дослужившись в 1620 году до капичи-баши (дворцового надзирателя).
В 1620 году под командованием султана Османа II участвовал в походе на Польшу. В правление султана Мустафы I Гюрджю Мехмед-паша был назначен на должность бейлербея Румелии и участвовал в подавлении восстания Абаза-паши и в неудачной осаде Багдада. В последующие годы Гюрджю Мехмед-паша занимал должности бейлербея Дамаска (1626–1627, 1645–1649), Диярбекира (1627), Эрзурума (1631, 1637, 1645–1649), Анатолии (1632, 1639) и Алеппо (1645–1649).
27 сентября 1651 года Гюрджю Мехмед-паша был назначен на должность великого визиря; на тот момент, как сообщалось в источниках, ему было более 80 лет и он был старейшим по возрасту визирем. Из-за преклонного возраста он не мог самостоятельно управлять государством, фактически власть принадлежала сторонникам валиде-султан Турхан-султан, регенте при малолетнем сыне Мехмеде IV. Гюрджю Мехмед-паша пытался улучшить финансовое положение империи, но его действия в отношении тех, кого он считал своими противниками настроили против него сановников. 20 июня 1652 года Гюрджю Мехмед-паша был уволен со своей должности и его сменил Тархунджу Ахмед-паша.
Новый великий визирь приказал арестовать Гюрджю Мехмед-пашу, припоминая ему собственный арест и заключил его в тюрьму. Гюрджю Мехмед-паша провёл в тюрьме два месяца и был помилован, но его имущество было конфисковано и его выслали из Стамбула. В последующие годы он занимал должности санджак-бея Охрида, бейлербея Темешвара (1653–1655) и Кипра (1656). Скончался в 1665 году в возрасте 90 лет; хотя некоторые источники сообщали, что ему было 100 или более 110 лет.